# Bazzania cubensis
Bazzania cubensis là một loài rêu tản trong họ Lepidoziaceae. Loài này được (Gottsche ex Stephani) Pagan miêu tả khoa học lần đầu tiên năm 1939.